# Pacu-de-seringa
Pacu-de-seringa (Myloplus rhomboidalis) é um peixe da família Serrasalmidae, encontrado nas bacias hidrográficas do rio Amazonas, do rio Orinoco e do rio Essequibo.